# 119 (numero)
Centodiciannove (119) è il numero naturale dopo il 118 e prima del 120.

## Proprietà matematiche
- È un numero dispari.
- È un numero composto con i seguenti 4 divisori: 1, 7, 17, 119. Poiché la somma dei suoi divisori (escluso il numero stesso) è 25 < 119, è un numero difettivo.
- È un numero semiprimo.
- È un numero nontotiente.
- È un numero altamente cototiente.
- È un numero di Perrin, preceduto nella sequenza dal 51, 68, 90 (è la somma dei primi due menzionati).
- È parte delle terne pitagoriche (56, 105, 119), (119, 120, 169), (119, 408, 425), (119, 1008, 1015), (119, 7080, 7081).
- È un numero palindromo nel sistema numerico binario, nel sistema di numerazione posizionale a base 5 (434) e nel sistema numerico esadecimale. In quest'ultima base è anche un numero a cifra ripetuta.
- È un numero intero privo di quadrati.
- È un numero congruente.

## Astronomia
- 119P/Parker-Hartley è una cometa periodica del sistema solare.
- 119 Althaea è un asteroide della fascia principale del sistema solare.
- NGC 119 è una galassia lenticolare della costellazione della Fenice.

## Astronautica
- Cosmos 119 è un satellite artificiale russo.

## Chimica
- È il numero atomico dell'Ununennio (Uue), nome sistematico dell'elemento, temporaneamente assegnato dalla IUPAC.

## Convenzioni

### Telefonia
- È il numero telefonico per le emergenze in alcuni paesi asiatici.
- È il numero telefonico dell'osservatorio nazionale sull'infanzia in pericolo in Francia.
- In Italia è il numero del servizio clienti della TIM